# Димитрий Киряку
Димитрий (на гръцки: Δημήτριος; на английски: Demetrius) е гръцки духовник, американски митрополит на гръцката старостилна Църква на истинно-православните християни на Гърция (Синод на Хрисостом).

## Биография
Димитрий Киряку е роден в 1974 година със светското име Виктор Киряку в канадския град Торонто, в семейството на Константин (в монашество Наум) и Хрисула. Произхожда от видната фамилия Неделкови (днес преименувани на Киряку) от Баница (на гръцки Веви), Гърция. Заминава за Светите земи, след това е на Света гора и в 1994 година се замонашва под името Димитрий в манастира на старостилната Света православна църква на Северна Америка „Свето Преображение Господне“ в Бостън. В 1999 година е ръкоположен в сан йеродякон, а в 2005 година за презвитер.
На 3 септември 2006 година в храма „Свети Марк Ефески“ в Бостън е ръкоположен за карлайсълски епископ, викарий на Бостънската митрополия от митрополитите Ефрем, Макарий и Моисей на Светата православна църква на Северна Америка.
На 8 (21) септември 2012 година заедно с други клирици, монаси и миряни в различни части на САЩ е приет в юрисдикцията на Църквата на истинно-православните християни в Гърция (Синод на Хрисостом) и е избран за бостънски епископ.
На 21 септември (3 октомври) 2012 година е избран за настоятел на манастира „Успение Богородично“ в Беърсвил. На 6 (19) февруари 2014 година е избран за американски митрополит. Интронизацията му се състои на 11 май в катедралния храм „Света Маркела“ в Астория.